# 구나와촌
구나와촌(来縄村)은 오이타현 니시쿠니사키군에 있던 촌이다. 현재의 분고타카다시에 해당한다.